# Anastasia Dmîtruk
Anastasia Dmîtruk (în ucraineană Анастасія Дмитрук, în rusă Анастасия Дмитрук; n. 31 ianuarie 1991, Nijîn, RSS Ucraineană, URSS) este o poetă ucraineană care scrie versuri în rusă și ucraineană. A devenit cunoscută în prima jumătate a anului 2014, când în contextul Euromaidanului și a tulburărilor civile pro-ruse din Ucraina a compus o serie de poezii patriotice. Cea mai cunoscută poezie a sa a devenit „Noi niciodată nu vom fi frați!” (în rusă Никогда мы не будем братьями!). 
Poezia a fost scrisă ca răspuns la anexarea Crimeei de către Federația Rusă în 2014, în versuri fiind apreciată revoluția ucraineană și fiind respinsă ideea națiunii pan-ruse conform căreia slavii de est trebuie să fie uniți împreună împotrivă lumii occidentale. Poezia prezintă ideea că ucrainenii trebuie să-și urmeze calea democratică, în loc să rămână ca frați mai mici ai „marilor ruși” care sunt conduși de către „Țar” (conform versurilor). Înregistrarea pe YouTube cu Anastasia Dmitruk recitându-și poezia a devenit rapid virală, acumulând într-un timp scurt un milion de vizualizări. Ulterior, pe baza poeziei, de un grup de muzicieni lituanieni din Klaipeda a creat o piesă, care de asemenea într-un timp foarte scurt a trecut de borna de un milion de vizualizări pe YouTube, iar după 2 luni și 15 zile de la publicare clipul a adunat 2,65 milioane de vizualizări. Poezia Anastasiei a fost pe larg dezbătută în presă.